# Campeonato Paulista 1912
In 1912 werd het elfde Campeonato Paulista gespeeld voor clubs uit de Braziliaanse staat São Paulo. De competitie werd gespeeld van 7 april tot 27 oktober. Americano werd kampioen.  
Mackenzie en Internacional maakten na enkele jaren afwezigheid weer hun opwachting. 

## Eindstand
| Plaats | Club               | Wed. | W | G | V | Saldo | Ptn. |
| ------ | ------------------ | ---- | - | - | - | ----- | ---- |
| 1.     | Americano          | 11   | 7 | 4 | 0 | 25:9  | 18   |
| 2.     | Paulistano         | 10   | 7 | 1 | 2 | 28:15 | 15   |
| 3.     | Germânia           | 12   | 5 | 3 | 4 | 27:20 | 13   |
| 4.     | Mackenzie          | 10   | 5 | 2 | 3 | 35:19 | 12   |
| 5.     | Internacional      | 10   | 2 | 3 | 5 | 11:21 | 7    |
| 6.     | São Paulo Athletic | 11   | 3 | 1 | 7 | 16:28 | 7    |
| 7.     | Ypiranga           | 12   | 1 | 2 | 9 | 20:50 | 4    |

|  | Kampioen |

### Kampioen
| Campeonato Paulista de 1912   |
| São Paulo                     |
| ----------------------------- |
| AMERICANO Kampioen (1° titel) |

## Topschutter
| Speler            | Speler              | Goals | Club      |
| ----------------- | ------------------- | ----- | --------- |
| Vlag van Brazilië | Arthur Friedenreich | 16    | Mackenzie |